# Микельсонс, Роберт
Роберт(с) Микельсонс (латыш. Roberts Miķelsons; 14 сентября 1983 года, Рига) — нидерландский преступник латышского происхождения. Известен под прозвищем «Рижский монстр». В 2012 году был приговорён нидерландским судом к 18 годам тюремного заключения и бессрочному психиатрическому лечению, а также штрафу в размере 467 тысяч евро за сексуальное использование 67 детей и за изготовление и распространение материалов с детской порнографией. Обвинение доказывало причастность Микелсонса к сексуальному использованию 87 детей. Во время суда Микельсонс признал свою вину в отношении 83 детей. Преступления совершал с февраля 2007 года по январь 2010 года. В момент совершения преступления ни один пострадавший ребёнок не был старше 2,5 лет, самому младшему было 19 дней.
подсудимый ранее был осуждён за распространение детской порнографии,
а некоторые из его жертв были настолько малы, что «едва могли говорить»Судья Франц Боудвин
До 2003 года проживал в Латвии, с 2004 года гражданин Нидерландов. В 2003 году был осуждён в Латвии за хранение и распространение детской порнографии. Наказание было назначено в виде одного года условно с проверочным сроком на три года. С февраля 2007 года по январь 2010 года Микелсонс работал в различных детских садах Амстердама воспитателем, а также через Интернет предлагал услуги няньки.
В 2013 году апелляционный суд Амстердама продлил срок тюремного заключения до 19 лет.